# Guy Viau

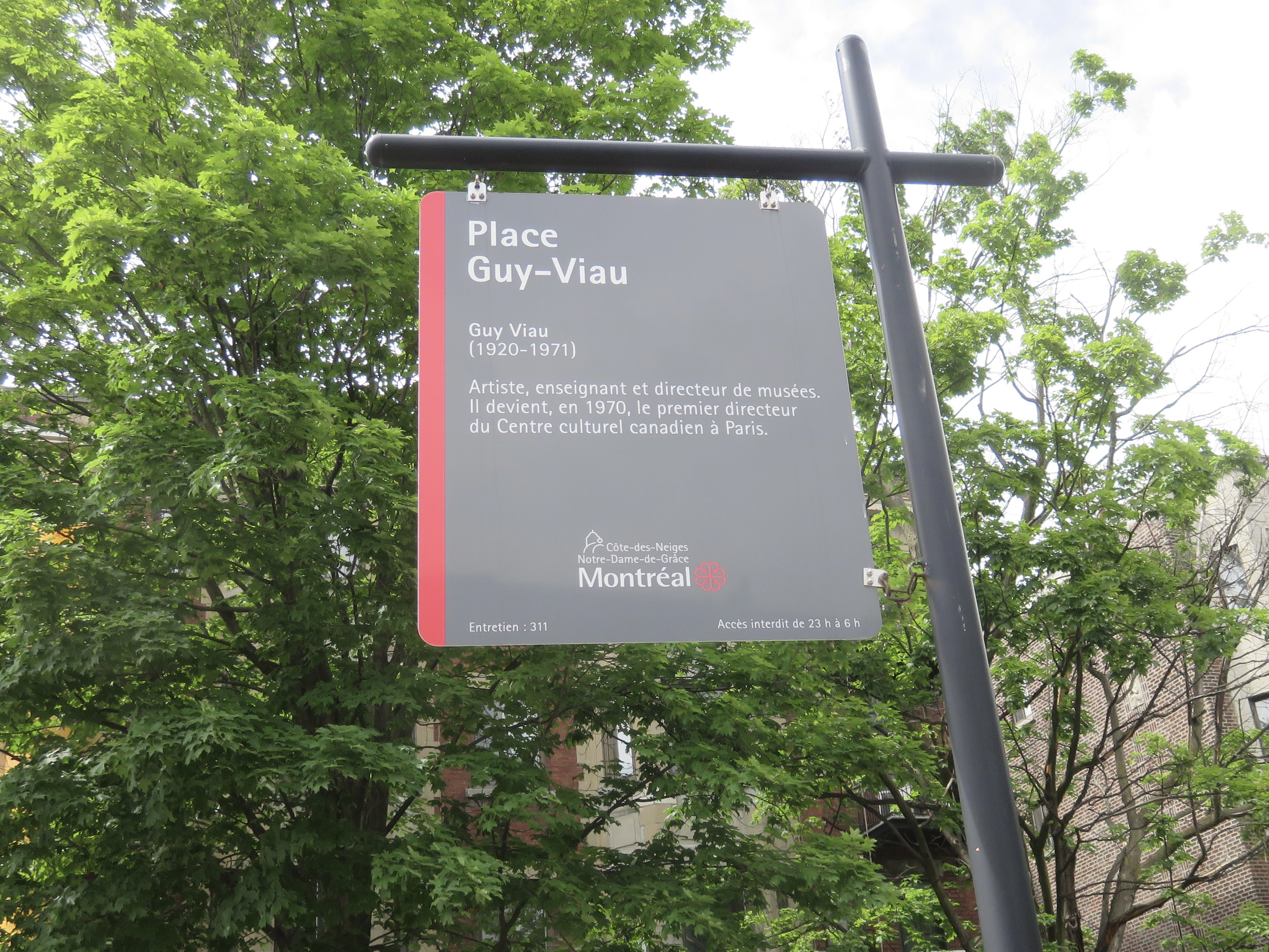
La Place Guy-Viau à Montréal, nommé en l'honneur de Guy Viau en 1988.

Guy Viau (né à Montréal le 7 août 1920 et mort à Paris le 7 novembre 1971) est un critique d'art, professeur, artiste et muséologue québécois. Il a notamment été directeur du Musée du Québec (1965-1967), directeur adjoint de la Galerie nationale du Canada (1967-1970) et premier directeur du Centre culturel canadien à Paris à partir de 1970.

## Biographie
Il étudie d'abord au Collège Jean-de-Brébeuf pour ensuite s'inscrire en 1939 à l'École du meuble, où il a pour professeurs Marcel Parizeau, Maurice Gagnon, le père Marie-Alain Couturier et Paul-Émile Borduas. En 1941, il fait partie des premiers jeunes artistes, avec Gabriel Filion et Pierre Petel, entre autres, à se réunir à l'atelier de Paul-Émile Borduas de manière hebdomadaire pour discuter d'art.
Il s'adonne à la peinture du début des années 1940 jusqu'à la fin des années 1950. Il fait partie des 23 jeunes peintres regroupés sous le nom des Sagittaires qui exposent leurs œuvres à la Dominion Gallery en mai 1943. C'est à la demande de Guy Viau – qui voulait d'abord organiser cette exposition chez lui – que Maurice Gagnon, séduit par l'idée, transfère cette exposition dans le cadre plus professionnel de la Dominion Gallery. Les œuvres sont choisies par un jury composé de Paul-Émile Borduas, de Maurice Gagnon, de François Hertel et d'Alfred Pellan. La même année, Viau participe à l'exposition annuelle de la Société d'art contemporain, dans la section des jeunes qui est nouvellement créée.
À la fin de 1943, Guy Viau succède à Jacques de Tonnancour à la fonction de critique d'art au journal étudiant Le Quartier latin. En plus de sa chronique habituelle intitulée Propos d'un rapin, Viau y dirige en décembre 1943 un supplément entièrement consacré à la peinture canadienne avec des articles de Fernand Leduc, de Maurice Gagnon, de Françoise Sullivan, etc. « En 43, souligne Claude Gauvreau, la voix la  plus intelligente et la plus propice à la croissance mirifique de la jeune avant-garde fut celle de Guy Viau. » C'est Guy Viau qui sert d'intermédiaire entre Pierre Gauvreau, alors à l'École des beaux-arts, et Borduas pour convier Gauvreau, avec un groupe d'autres étudiants (parmi lesquels Fernand Leduc et Françoise Sullivan), aux rencontres du mardi à l'atelier de Borduas dont ils ressortent « le cœur chaviré d'exaltation ». Guy Viau restera très lié au mouvement automatiste dont il défendra les avancées.
Il épouse Suzanne Gratton (1923-2019) le 15 août 1946. De 1946 à 1948, boursier de la province de Québec à Paris, il est stagiaire chez le designer René Gabriel. De retour à Montréal, il ouvre pendant deux ans un atelier de décoration au 425, boul. Saint-Joseph Ouest avec son frère Jacques Viau, diplômé lui aussi de l'École du meuble. Il y présente également des expositions de Borduas, Mousseau et Lyman.
Il s'est fait connaître comme professeur, critique d'art et journaliste. Il a enseigné la décoration intérieure, l'histoire de l'art contemporain et la peinture à l'École du meuble (1948-1953), à l'Université McGill, où il enseigne le design (1951-1953) avant de devenir professeur adjoint au département des beaux-arts et assistant de John Lyman pour le cours de peinture (1953-1957), puis seul responsable du cours, et également à  l'École des beaux-arts de Montréal de 1959 à 1962.
Dans le domaine de la critique d'art, sa collaboration à divers journaux et revues, du Quartier latin en passant par Maintenant, Vie des arts, Le Devoir et Cité libre, s'étend sur plus de 25 ans. Il préface également de nombreux catalogues d'expositions. Pendant 10 ans, il est titulaire de la chronique des arts à la Revue des arts et des lettres à la radio de Radio-Canada. Comme commentateur-intervieweur, il a collaboré à plus de 900 émissions à la radio (Partage du matin qui deviendra Partage du jour) et à environ 1000 émissions à la télévision (Carrefour, Premier plan, Champ libre). Il a été l'animateur à la télévision des émissions Images d'art, Logis 56, Musée intime et Arts et Lettres. On lui doit nombre d'entretiens avec des artistes d'envergure. Il interviewe notamment Marcel Duchamp en 1960 dans le cadre de l'émission Premier plan, animée par Raymond Charette. De 1962 à 1965, il devient reporter international pour la télévision.
Il collabore à plusieurs films pour l'ONF, notamment John Lyman, peintre (1959) de Fernand Dansereau, Quatre enfants du monde (1959), produits par Ian McNeill et Hubert Aquin, L'exil en banlieue (1961) de Richard Gilbert ainsi que Claude Vermette et L'Âge du métal.
Guy Viau est également membre des comités consultatifs de plusieurs musées, institutions et organismes gouvernementaux. Nommé vice-président (1962-1965), puis brièvement président du Conseil des arts de la province de Québec, où il succède à Jean-Charles Falardeau, il collabore à définir les grands axes des politiques culturelles québécoises au début des années 1960 alors qu’est fondé le ministère des Affaires culturelles et participe aux travaux du Livre blancde 1965.
Membre sociétaire de l'Association internationale des critiques d'art (AICA), il est président de la section canadienne de 1960 à 1963, succédant à Rodolphe de Repentigny, et en est l'un des vice-présidents de 1968 à 1970. Avec Laurent Lamy, alors président de la section canadienne, il est le maître d'œuvre du congrès itinérant au Canada et de la XXIIe Assemblée générale de cet organisme à Montréal en août 1970 et à la même date, du 2e Congrès extraordinaire qui se déroula en marge de cette assemblée, entre Ottawa, Toronto et Vancouver. Sur le thème « Art et Perception », il réunit alors nombre de critiques d’art réputés dont Rudolf Arnheim, Abraham Moles, Harold Rosenberg, Marshall Mc Luhan et Lawrence Alloway.
En 1965, il devient directeur du Musée du Québec où il présente des manifestations à un rythme ininterrompu (expositions d'art canadien et étranger, conférences, concerts, notamment les concerts Couperin commandités par le Musée) en accordant une large place à l'art contemporain. Mentionnons les expositions suivantes : Morrice, le groupe Zéro, L'École de Paris, Borduas, Leduc, Objets d'art grec du Louvre, Bijoux de Braque, Robert et Sonia Delaunay, Esquimaux, peuple du Québec, Norval Morrisseau, des rétrospectives consacrées à John Lyman (en l'honneur de ses 80 ans) et à Jean Paul Riopelle, ainsi que plusieurs expositions consacrées à des artistes de Québec : Claude Picher, Louise Carrier, Jean Soucy, Jean Paul Lemieux, Omer Parent, etc.
Il est nommé en 1967 directeur adjoint de la Galerie nationale du Canada sous la direction de Jean S. Boggs. Il organise notamment une exposition itinérante des œuvres de Fernand Leduc. Cette exposition inaugurera, en octobre 1970, le Centre culturel canadien à Paris, que Guy Viau fonde et dirige à partir d'avril 1970. En quelques mois, le Centre se taille une place de choix et devient « l’un des lieux de Paris où il se passe quelque chose ». On y présentera  les expositions Les Esquimaux vus par Matisse, sur une idée de Jean Paul Riopelle, les costumes d’Alfred Pellan pour La nuit des rois de Shakespeare, les artistes Jean Noël, Louis Gosselin, Marcel Barbeau, Micheline Beauchemin, Yves Pépin, Claude Goulet, Raymonde Godin, etc. Récitals de chanson et de poésie, week-end de cinéma d’animation, films, lectures, conférences, colloques et lancements de livres, notamment Kamouraska d’Anne Hébert, s’y succèdent. Les chanteurs Gilles Vigneault, Félix Leclerc, Monique Leyrac, Catherine Sauvage et Jacques Douai, entre autres, s’y produisent ainsi que le pianiste Oscar Peterson. C’est aussi à l’initiative de Guy Viau qu’est présentée l’exposition Ficelles et autres jeux de Jean Paul Riopelle, à l’été 1972.
Peu de temps avant son décès, survenu en novembre 1971 au cours de son mandat au Centre culturel canadien à Paris, il passe l'été à Vétheuil, sur les bords de la Seine, où il se remet au dessin, encouragé par ses amis Jean Paul Riopelle et Joan Mitchell. Cette série d'œuvres fait l'objet d'une exposition, d'abord à Vétheuil en 1971, puis au Centre culturel canadien en 1974 et au Musée du Québec l'année suivante. Elle sera reproduite en coffret à tirage limité par la suite.
Son départ brutal et prématuré à l'âge de 51 ans jette la consternation dans le milieu des arts. Plusieurs artistes et personnalités lui rendront hommage et souligneront le « rôle historique joué par Guy Viau dans la formulation de l'art et de la critique d'art dans le Québec d'aujourd'hui ».
Depuis 1988, un parc porte son nom dans le quartier Notre-Dame-de-Grâce, dont il est originaire et où il a vécu une bonne partie de sa vie, pour honorer sa mémoire.
Le fonds d'archives Guy Viau est conservé à BAnQ Québec (Cote P171).

## Publications
Guy Viau, La peinture moderne au Canada français, ministère des Affaires culturelles, 1964

## Expositions
- 1943 : « Les Sagittaires », Galerie Dominion, Montréal
- 1942-1946 : Société d'art contemporain , Montréal
- 1943 et 1957 : Salon du printemps, Musée des beaux-arts de Montréal
- 1975 : Guy Viau, Musée du Québec, 6 au 23 février 1975 (exposition de dessins réalisés en 1971 à Vétheuil où elle est présentée à la Cave de la quincaillerie du 16 au 31 octobre, puis au Centre culturel canadien à Paris du 28 mars au 12 mai 1974)[21],[22]

### Sources primaires
- « Supplément : La peinture canadienne », Le Quartier latin,‎ 17 décembre 1943, p. 1-8 (ISSN 0832-4131, lire en ligne)

### Sources secondaires
- François-Marc Gagnon, Chronique du mouvement automatiste québécois, 1941-1954, Outremont, Lanctôt Éditeur, coll. « L'histoire au présent » (no 11), 1998, 1023 p. (ISBN 9782894850572, OCLC 1114020895)
- Pierre Vadeboncoeur, « Souvenir de Guy Viau », Liberté, vol. 34, no 5 « Le Québec des écrivains »,‎ 1992, p. 106–110 (ISSN 0024-2020, e-ISSN 1923-0915, lire en ligne)